# Handlesberg
Der Handlesberg ist ein 1370 m ü. A. hoher Berg in den Gutensteiner Alpen in Niederösterreich.

## Name
Der Bergname lässt sich auf das Diminutiv von „Hahn“ zurückführen und leitet sich von einem Birkhuhn-Vorkommen ab.

## Lage und Charakter des Berges
Der Handlesberg bildet den südwestlichsten Bergstock der Gutensteiner Alpen. Er erhebt sich etwa drei Kilometer ostnordöstlich der Marktgemeinde Schwarzau im Gebirge im Bezirk Neunkirchen, zu deren (flächenmäßig sehr ausgedehntem) Gebiet er größtenteils gehört. Erst über die nordöstlichen Seitenkämme verläuft die Grenze zum Gemeindegebiet von Rohr im Gebirge.
Der stark bewaldete Bergstock zeigt unterschiedliche Gesichter: Seine Nordflanke aus Dachsteinkalk (in tieferen Lagen Hauptdolomit) ist steil und felsdurchsetzt (Freudentaler Mauer); nach Nordosten entsendet er zwei lange, schmale Bergkämme mit etlichen Nebengipfeln. Seine Süd- und Westflanken sind in den oberen Regionen deutlich sanfter (Gosauschichten) und bilden durch den unterschiedlichen Gesteinsaufbau bedingt kleine Hochplateaus, bevor sie mit teils felsigen Steilwänden aus Plassenkalk (Lange Wand) zur Schwarza hin abbrechen.
Der Handlesberg ist nach der 1399 m ü. A. hohen Reisalpe der zweithöchste Gipfel der Gutensteiner Alpen und überragt daher seine nördliche und östliche Umgebung zum Teil deutlich. Zugleich steht er jedoch im Schatten seiner höheren südöstlichen bis westlichen Nachbarberge, die bereits zu anderen Alpengruppen zählen. Im Besonderen gilt dies für den Kalkstock des Schneebergs, Niederösterreichs höchsten Berg, der nur acht Kilometer südöstlich des Handlesberges kulminiert.
Auf dem höchsten Punkt des Handlesberges steht ein kleines eisernes Gipfelkreuz. Der Platz bietet freie Sicht nach Westen, unter anderem zum markanten Ötscher. Den besten Blick zum Hochschneeberg hat man von einigen ausgedehnten Wiesen knapp östlich des Gipfels.
Auf dem Bergstock fehlen bewirtschaftete Schutzhütten. Gemeinsam mit der Lage seiner Umgebung abseits der Hauptverkehrswege sowie der Attraktivität des benachbarten Schneebergs als Tourenziel trägt dies dazu bei, dass der Handlesberg zu keiner Jahreszeit viel besucht wird. So konnte die Region bis in die Gegenwart ihren ruhigen Charakter bewahren. Sie weist zugleich sehr wohl landschaftliche Schönheiten auf, und daher bezeichnet die Wanderliteratur den Handlesberg als "zu Unrecht vernachlässigtes Gipfelziel".

## Falkenstein und Naturpark Falkenstein-Schwarzau im Gebirge
Der bekannteste Vorgipfel des Handlesberges ist der Falkenstein (1013 m ü. A.) drei Kilometer weiter westlich. Er ragt mit steilen Felswänden aus Plassenkalk 400 Meter über das Tal der Schwarza auf und bietet eine schöne Aussicht. Ein Teil seiner Süd- und Westhänge gehört seit 1972 zum 17 Hektar großen Naturpark Falkenstein-Schwarzau im Gebirge bei Schwarzau-Markt mit einem beschilderten Wegenetz.

## Anstiege
Auf den Handlesberg führen drei markierte Routen.
- Der meist begangene Anstieg beginnt knapp nördlich des Ortszentrums von Schwarzau. Durch die Südwestflanke des Falkensteins zu einer kleinen Holzkapelle und auf geländergesichertem Weg über eine kurze felsige Steilstufe. Weiter in östliche Richtung durch flacheres Gelände an einigen (teilweise verlassenen) Bauernhöfen vorbei, abschnittsweise auf Forstwegen. Über die gerodete Südflanke der Freudentaler Mauer steil zum Kamm hinauf, dort abermals nach Osten und in einer letzten Steigung zum Gipfel. Gehzeit: etwa 2 bis 2½ Stunden.
- Ein alternativer Anstieg beginnt in der Rotte Vois südöstlich des Gipfels. Zunächst ohne nennenswerte Steigung ins Tal des Steinbachs, dann in einen engen westlichen Seitengraben und steil nach Norden zum Kamm hinauf. Dort nach Westen zum Gipfel des Hahnstabs (auch: Kleiner Wildföhrenstein), 1161 m ü. A. Auf dem schmalen Grat über den Großen Wildföhrenstein etwas ausgesetzt zum Gipfelplateau des Handlesberges, schließlich von Osten über große Lichtungen sanft ansteigend zum höchsten Punkt. Gehzeit: etwa 2½ bis 3 Stunden.
- Vom Gschaiderwirt fünf Kilometer nördlich von Schwarzau im Gebirge durch das lange Tal des Paxbaches zur Bodingmauer und auf den Hahnstab, weiter wie oben beschrieben. Dieser streckenmäßig längste Anstieg erfordert etwa 3½ Stunden Gehzeit.

Im Winter ist der Handlesberg ein vergleichsweise lawinensicheres, aber dennoch eher selten erstiegenes Ziel für Schitouren. Die Westflanke ab Schwarzau im Gebirge eignet sich dafür nicht; der günstigste Ausgangspunkt liegt in Vois.

Der Handlesberg ist auch für Schneeschuhwanderungen geeignet, die ebenfalls am günstigsten in Vois starten.